# 鮎川金次郎
鮎川 金次郎（あゆかわ きんじろう、1929年3月12日 - 1976年3月21日）は、日本の政治家。参議院議員などを歴任。

## 概要

### 生い立ち
日産コンツェルン創始者の鮎川義介の二男として生まれた。小学校から大学まで成蹊学園に学ぶ。成蹊大学政治経済学部卒業。

### 政界入り
1959年、当時のトップアイドルであった雪村いづみとの婚約を一方的に宣言し話題を呼んだ。同年の第5回参議院議員通常選挙に出馬し、30歳という史上最年少当選を果たす。自由民主党に所属し、外務委員などを務めたが、数千万円を用いたという自派の選挙違反容疑が浮上し、運動員の海外逃亡や金次郎自身がハワイでの静養を議会に申請し却下されるなどの迷走の末、議員辞職した。
このスキャンダルにより父の義介も議員を引責辞職し、その晩節を陰らせた。また、金次郎は義介の葬儀に参列せず、そのことを週刊誌に様々な臆測とともに取り上げられた。

### 晩年
1974年、45歳で結婚。披露宴の友人代表には佐々淳行が名を連ねている。
2年後の1976年3月21日、夫人とともに出掛けたパリ市内のホテルで気管支喘息の発作により47歳で急死。

## 親族
実父は日産コンツェルン創始者の鮎川義介。兄はテクノベンチャー創業者の鮎川弥一。妻はノーネスユニバーシティ学園長の鮎川雅子。甥はテクノベンチャー会長の鮎川純太。